# Villa Flor Serrana
Villa Flor Serrana é uma comuna da província de Córdoba, na Argentina.